# Irina Persjina
Irina Persjina, född den 13 september 1978 i Kropotkin, Krasnodar kraj, är en rysk konstsimmare.
Hon tog OS-guld i lagtävlingen i konstsim i samband med de olympiska konstsimstävlingarna 2000 i Sydney.